# Polkadot (kryptoměna)

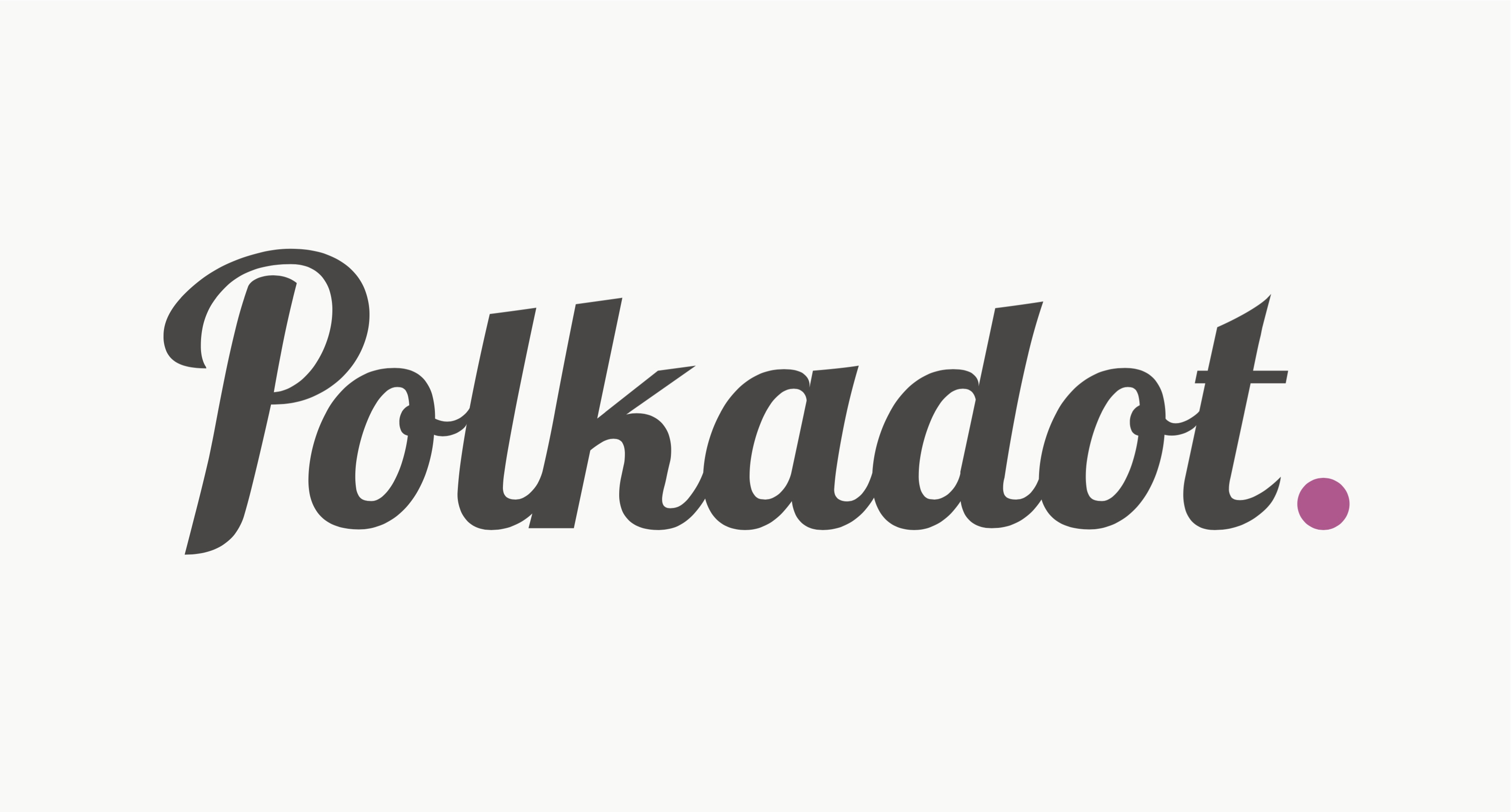
logo Polkadot.

Polkadot je blockchainová platforma a kryptoměna. Polkadot je navržen tak, aby umožňoval blockchainům předávat si zprávy a provádět vzájemné transakce bez nutnosti důvěryhodné třetí strany, což umožňuje nejen přenášení dat nebo aktiv mezi různými blockchainy, ale i tvorbu decentralizovaných aplikací.
Síť Polkadot se skládá z primárního „relay chainu“ a mnoha uživatelsky vytvořených paralelních chainů nazývaných „parachainy“. Relay chain slouží jako řídicí vrstva sítě, zatímco parachainy jsou draženy, což umožňuje nezávislým projektům vytvářet a provozovat své vlastní blockchainy, které existují v rámci infrastruktury Polkadotu.
Tento protokol byl vytvořen spoluzakladatelem Etherea Gavinem Woodem a v říjnu 2017 získal přes 144,3 milionu dolarů skrze počáteční nabídku mincí.
Síť používá konsenzuální algoritmus typu proof of stake. Jedná se o Blind Assignment for Blockchain Extension (BABE) a je odvozen od Ouroborosu. Protokol upravil Gavin Wood a je dále vyvíjen společností Parity Technologies.
Počáteční blok Polkadotu (tzv. „genesis blok“) byl vydán v květnu 2020. Spolu s ním byly uvolněny i nativní tokeny, které se jmenují DOT.